# Folyóirat
A folyóirat az időszaki lapok egy fajtája, mely többnyire havonta, esetleg kéthavonta vagy negyedévente jelenik meg; tehát a periodicitás jellemzi, így a tartalmát erre vonatkoztatják. Hírek, esszék, novellák és publikációk egyaránt találhatók benne. Általában bizonyos témakört fed le, egy bizonyos olvasócsoportot céloz meg. A folyóiratoknak meg kell felelniük bizonyos formai követelményeknek és rendelkezniük kell ISSN-számmal. A folyóiratok lehetnek elektronikus formátumúak (html, PDF) is. 
A folyóiratok, lapok, újságok, összefoglaló néven periodikák tartalmi feltárását, névanyagának, az említett intézmények, események stb. összegyűjtését és rendszerezését, meghatározott szempontok szerint, segédletekkel (mutatók, illusztrációk stb.) ellátva a repertóriumok (cikkbibliográfia) közlik.   
A folyóirat átmenet a könyv és a napilap között. A nyomtatott médiumokban az innovációt jelenti.
Az első önálló magyar folyóirat a kassai Magyar Museum volt (1788–1793), Kazinczy Ferenc és Batsányi János szerkesztésében.